# Neolucanus
Neolucanus es un género de coleóptero de la familia Lucanidae.

## Especies
Las especies de este género son:
- Neolucanus armatus
- Neolucanus baladeva
- Neolucanus borneensis
- Neolucanus brevis
- Neolucanus brochieri
- Neolucanus castanopterus
  - Neolucanus castanopterus castanopterus
  - Neolucanus castanopterus elongatulus
  - Neolucanus castanopterus flavipennis
  - Neolucanus castanopterus kinrami
  - Neolucanus castanopterus tibetanus
- Neolucanus chiangmaiensis
- Neolucanus cingulatus
- Neolucanus curvidens
- Neolucanus delicatus
- Neolucanus didieri
- Neolucanus diffusus
- Neolucanus donckieri
- Neolucanus doro
  - Neolucanus doro doro
  - Neolucanus doro horaguchii
- Neolucanus eugeniae
- Neolucanus extremus
- Neolucanus fiedleri
- Neolucanus fuscus
- Neolucanus giganteus
- Neolucanus guiardi
- Neolucanus imitator
- Neolucanus insularis
- Neolucanus insulicola
  - Neolucanus insulicola donan
  - Neolucanus insulicola hamaii
  - Neolucanus insulicola insulicola
  - Neolucanus insulicola okinawanus
  - Neolucanus insulicola protogenetivus
- Neolucanus lanwanorum
- Neolucanus laticollis
- Neolucanus latus
- Neolucanus lehmanni
- Neolucanus lividus
- Neolucanus maculosus
- Neolucanus maedai
- Neolucanus marginatus
  - Neolucanus marginatus dohertyi
  - Neolucanus marginatus marginatus
  - Neolucanus marginatus similis
- Neolucanus maximus
  - Neolucanus maximus confucius
  - Neolucanus maximus fujitai
  - Neolucanus maximus maximus
  - Neolucanus maximus vendli
- Neolucanus montanus
- Neolucanus nitidus
  - Neolucanus nitidus hainanensis
  - Neolucanus nitidus hengshanensis
  - Neolucanus nitidus maekajanensis
  - Neolucanus nitidus nitidus
  - Neolucanus nitidus Robustus
- Neolucanus oberthuri
  - Neolucanus oberthuri bisignatus
  - Neolucanus oberthuri oberthuri
- Neolucanus oxyops
- Neolucanus pallescens
- Neolucanus palmatus
- Neolucanus parryi
- Neolucanus pentaphyllus
- Neolucanus perarmatus
- Neolucanus rufus
- Neolucanus rutilans
- Neolucanus sarrauti
- Neolucanus saundersi
- Neolucanus sianoukei
- Neolucanus sinicus
  - Neolucanus sinicus championi
  - Neolucanus sinicus fuliginatus 
  - Neolucanus sinicus nosei
  - Neolucanus sinicus opacus
  - Neolucanus sinicus pseudopacus
  - Neolucanus sinicus sinicus
  - Neolucanus sinicus taiwanus
- Neolucanus spicatus
- Neolucanus svenjae
- Neolucanus swinhoei
- Neolucanus tanakai
- Neolucanus tao
- Neolucanus vicinus
- Neolucanus zebra